# Chrysophyllum arenarium
Chrysophyllum arenarium là một loài thực vật có hoa trong họ Hồng xiêm. Loài này được Allemão mô tả khoa học đầu tiên năm 1862.